# Wojciech Kossak
Wojciech Kossak (Parigi, 31 dicembre 1856 – Cracovia, 29 luglio 1942) è stato un pittore polacco.
È famoso per le sue opere raffiguranti scene di battaglia e ritratti.

## Biografia

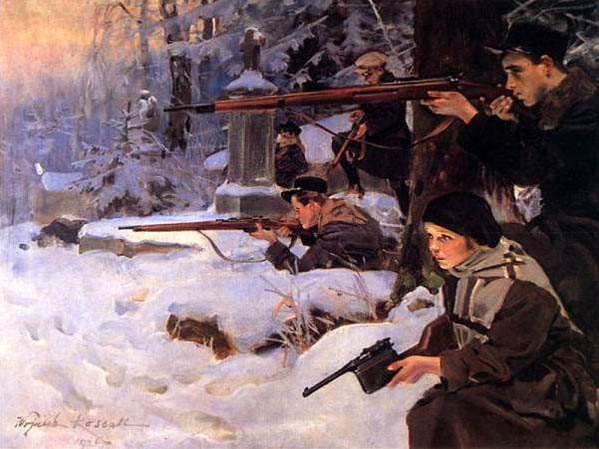
Gli Aquilotti di Lviv

Wojciech Kossak nacque a Parigi il Capodanno del 1856. Anche suo padre Juliusz Kossak era un pittore. Il suo padrino fu il pittore francese Horace Vernet. Negli anni 1871-1873  studiò presso la Scuola di Belle Arti di Varsavia e poi a Monaco di Baviera e Parigi. Nel 1883 andò a Cracovia, e un anno dopo (16 luglio 1884) sposò la nobildonna Maria Kisielnicka. Ebbe tre figli: Jerzy Kossak (pittore), Maria Pawlikowska-Jasnorzewska (poetessa) e Magdalena Samozwaniec (scrittrice). Nel 1884 l'imperatore Francesco Giuseppe I d'Austria  comprò la sua opera L'attacco della Landwehr austriaca. Negli anni 1895-1902  visse e dipinse a Berlino per la corte prussiana. Viaggiò molto in Francia e negli Stati Uniti. Ebbe anche uno studio presso l'Hotel Bristol a Varsavia. Insieme a Jan Styka, rinomato pittore di battaglie, dipinse Il Panorama di Racławice negli anni 1893–1894, un olio su tavola della grandezza 1500 su 12000 cm. Dipinse anche ritratti. Morì circondato dalla sua famiglia il 29 luglio 1942 a Cracovia. È  sepolto al cimitero di Rakowice a Cracovia.